# Teresa Moure
María Teresa Moure (Monforte de Lemos, 1969) è una linguista e scrittrice spagnola di lingua gallega.
Si è laureata in linguistica generale e insegna nelle facoltà di filosofia e filologia all'Università di Santiago di Compostela (Spagna).

## Opera

### In gallego
- La alternativa no discreta en lingüística: una perspectiva histórica y metodológica (saggio) Universidade de Santiago de Compostela, Santiago de Compostela 1997.
- Universales del lenguaje y linguo-diversidad (saggio), Ariel, Barcelona 2001.
- La lingüística en el conjunto del conocimiento: una mirada crítica (saggio), Tris-Tram, Lugo 2002.
- A xeira das árbores, (romanzo), Sotelo Blanco, Santiago de Compostela 2004.
- Herba moura (romanzo), Xerais, Vigo 2005.
- Outro idioma é posible: na procura dunha lingua para a humanidade (saggio) Editorial Galaxia, Vigo 2005.
- As palabras das fillas de Eva (saggio), Editorial Galaxia, Vigo 2005.
- Benquerida catástrofe (romanzo), Xerais, Vigo 2007.
- A casa dos Lucarios (romanzo), Xerais, Vigo 2007.
- O natural é político (saggio), Xerais, Vigo 2008.
- Unha primavera para Aldara (teatro), Deputación Provincial da Coruña, A Coruña 2008.
- Eu tamén son fonte (letteratura per l'infanzia), Editorial Galaxia, Vigo 2008.
- Mamá, ti si que me entendes! (letteratura per l'infanzia), Editorial Galaxia, Vigo 2009.

### Traduzioni in italiano
- La giornata degli alberi, Urogallo, Perugia 2009.

### Riconoscimenti
- Premio Lueiro Rey per il romanzo breve e Premio Arcebispo San Clemente per il romanzo A xeira das árbores (2004).
- Premio Ramón Piñeiro di saggistica per Outro idioma é posible (2004).
- Premio Xerais per il romanzo e Premio Aelg di narrativa per Herba Moura (2006).
- Premio Rafael Dieste di teatro per Unha primavera para Aldara (2007).